# Dolores Alexander
Pour les articles homonymes, voir Alexander.
Dolores Alexander, née le 10 août 1931 à Newark, New Jersey et décédée le 13 mai 2008 à Palm Harbor, Floride, est une écrivaine, journaliste, féministe radicale et ancienne restauratrice américaine. Elle a été la directrice exécutive de l'Organisation nationale pour les femmes mais a démissionné à cause des tendances homophobes de l'organisation à ses débuts. En 1972, elle ouvre avec  Jill Ward le "Mother Courage", premier restaurant féministe des États-Unis .

## Biographie

### Éducation et carrière
Dolores Alexander est originaire de la ville de Newark où elle fréquente une école catholique. En 1961, elle obtient son baccalauréat universitaires en lettres au City College of New York. Pendant ses études, elle travaille comme reporter interne pendant dix mois au  New York Times se faisant ainsi une première expérience en matière de journalisme mais aussi de sexisme puisqu'elle n'a pas été prise comme copiste de « peur de créer une révolution au sein de la rédaction ». Après l'obtention de son diplôme, elle travaille, de 1961 à 1964, comme journaliste, secrétaire de rédaction au Newark Evening News puis également au Newsday pour qui elle rédige des articles pour le magazine du week-end jusqu'en 1969 .

### Féminisme
En 1966, alors qu'elle travaille pour Newsday, Dolores Akexander tombe sur un communiqué de presse annonçant la création d'une nouvelle organisation de défense des droits des femmes du nom de National Organization for Women (NOW). Elle fait une interview de Betty Friedan et devient, grâce à son aide, présidente du comité de surveillance de l'image des femmes dans les médias. En 1969, elle devient la première directrice exécutive de l'Organisation Nationale pour les Femmes et établit ses quartiers généraux à New York où elle rédige NOW Acts, la liste de diffusion nationale de l'organisation. Elle offre de prendre en charge les 5 $ de cotisation des femmes n'ayant pas les moyens de payer et mène ainsi une campagne massive pour multiplier les adhésions au mouvement à travers tout le pays.
En mai 1970, elle donne sa démission au poste de directrice pour protester contre les pratiques et la politique apparemment homophobes de l'organisation . Elle continue, cependant, à donner des conférences sur les droits des femmes et travaille notamment avec The New Feminist Talent Collective, créé par Jacqueline Ceballos pour trouver intervenants et conférenciers spécialisés sur les droits des femmes. Elle est cofondatrice du Women Against Pornography (en), le groupe radical féministe contre la pornographie et travaille avec les New York Radical Feminists (en). En tant que membre du conseil d'administration de la NARAL Pro-Choice America qui s'opposait aux projets de loi anti-avortement, membre consultatif du conseil d'administration de l'antenne new-yorkaise de l'organisation de défense des droits des femmes (NOW), membre du New York Newspaper Women's Club. Dolores Alexander est une personnalité importante dans l'organisation d'événements pour les droits des femmes.Elle s'inscrit, en outre, dans la deuxième vague du féminisme qui se focalise davantage sur la sexualité, la place de la femme dans la famille mais aussi les violences conjugales comme le viol.  

### Mother Courage
En 1972, Dolores Alexander et Jill Ward ouvrent le "Mother Courage", un restaurant féministe à Greenwich village, New York. Il s'agit du premier restaurant féministe des États-Unis qui servira de modèle et inspirera la création de trois autres restaurants féministes. Le nom de Mother Courage fait référence au personnage d'une pièce de théâtre de Bertolt Brecht. Leur manque d'expérience dans la restauration leur vaut des difficultés pour obtenir un prêt bancaire si bien que pour financer le projet, Dolores et Jill vont devoir faire appel à leurs amis. Les femmes y étaient accueillies en priorité, c'est aux femmes qu'on faisait goûter le vin plutôt qu'aux hommes. L'établissement encourageait les femmes à venir dîner seule, leur assurant un havre de paix où elles ne seraient pas harcelées par les hommes et leurs avances. La journaliste Lucy Komisar a décrit le lieu en disant "plus qu'un restaurant, le Mother Courage fait partie intégrante du mouvement social".

## Fin de vie et héritage
En 2003, Dolores Alexander fait don de quelques-uns de ses articles à la Sophia Smith Collection de Smith College.  Lorsque sa santé décline, elle préfère se retirer et céder sa place à une nouvelle génération d'activistes. Le 13 mai 2008, Dolores Alexander meurt à Palm Harbor, Floride à l'âge de 76 ans.